# El pecador
El pecador es una película musical, de crimen y drama mexicana de 1965, dirigida por Rafael Baledón, escrita por José María Fernández Unsáin y protagonizada por Arturo de Córdova, Marga López, Joaquín Cordero, Pina Pellicer, Kitty de Hoyos, Marco Antonio Muñiz, Julissa, Tito Junco y Javier Solís. La trama se centra en las complicadas vidas de dos prostitutas y sus intereses amorosos, un profesor de universidad y un humilde hombre trabajador.
A pesar de no ser un éxito comercial, destacó por ser la última película completada por Pina Pellicer.

## Argumento
Mario es un catedrático universitario de derecho en la UNAM, quien es conocido por su intachable ética y profesionalismo, además de ser viudo y tener una hija llamada Irma. Su joven alumna Lidia le hace constantes coqueteos, los cuales Mario toma con indiferencia y nunca les hace caso. Atormentado por una aparente crisis de la edad, en una fiesta sorpresa con motivo de su cumpleaños que su hija le realiza con la ayuda de sus compañeros de clase y su novio Bruno, termina emborrachándose y se va a un cabaret. Ahí, se enamora de una prostituta llamada Olga. Ella se encuentra en una «relación tóxica» con su proxeneta, y además narcotraficante, César Domínguez. Por otra parte su amiga Sonia, también prostituta, tiene un novio, Víctor. Él está dispuesto a casarse con ella, pero Sonia le miente diciéndole que es enfermera para que él no se entere del oficio que ejerce, y la deje. Ambas mujeres desarrollan una historia de amor con su respectivo amado, mientras tratan de salir de la prostitución y el crimen.

## Reparto
- Arturo de Córdova como Mario[5]
- Marga López como Olga[5]

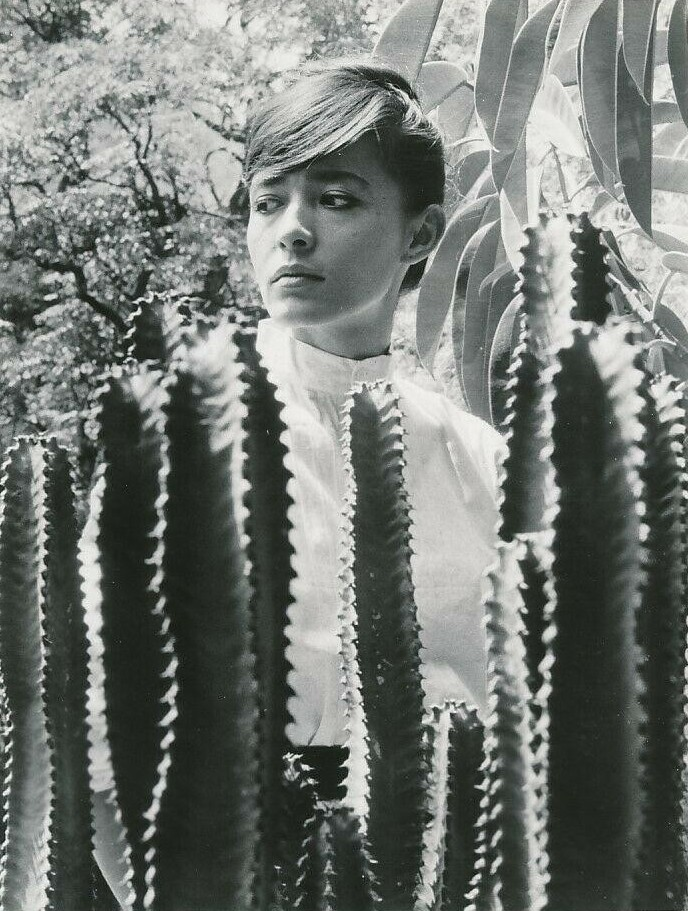
Con el personaje de Irma, una estudiante universitaria, este proyecto marcó la última actuación de Pina Pellicer, quien había muerto el 6 de diciembre de 1964. El filme se lanzó póstumamente el 1 de abril de 1965.

- Joaquín Cordero como César Domínguez[5]
- Pina Pellicer como Irma[5]
- Kitty de Hoyos como Sonia[5]
- Marco Antonio Muñiz como Bruno[5]
- Julissa como Lidia[5]
- Tito Junco como traficante[5]
- Javier Solís como Víctor[5]
- Miguel Ángel Ferriz como rector de la UNAM[5]
- Manuel Alvarado como capitán del cabaret[5]
- Guillermo Álvarez Bianchi como cliente gordo del cabaret[5]
- Ramón Valdés como Juan, mesero[5]

### Sin acreditar
- Armando Acosta como cliente del cabaret[5]
- Guillermo Bravo Sosa como vendedor de drogas[5]
- José Dupeyrón como secuaz del cobrador[5]
- Salvador Godínez como cobrador, el Rata[5]
- Armando Gutiérrez como don Chava[5]
- Jesús Gómez como cliente del cabaret[5]
- José Raúl Mena como sacerdote[5]
- Maura Monti como amante rubia de César[5]
- Rubén Márquez como mesero[5]
- Héctor Suárez como estudiante[5]

## Producción

### Rodaje
El rodaje de la cinta se llevó del 6 de julio de 1964, al día 24 del mismo mes, con filmación en Valle de Bravo, Estado de México, y Xochimilco, Ciudad de México.

## Música

### Números musicales
- «Incontenible» - Bruno
- «No tengo edad» - Lidia[7]
- «Sabor a mí» - Sonia
- Llegando a ti (poco a poco) - Bruno y Víctor
- El día - Víctor
- Un pedacito de cielo - Sonia